# ダニー・クラーク
ダニー・クラーク （Danny Clark。1951年8月30日- ）はオーストラリア・タスマニア州、ローンセストン出身の元自転車競技選手。1974年にプロ入り。46歳となる1997年まで現役を続けた。

## 経歴
アマチュア時代はミュンヘンオリンピックの1Kmタイムトライアルで銀メダルを獲得した。
いつも髭をたくわえていた風貌が特徴の選手であったが、とりわけ6日間レースにおける実績が光り、パトリック・セルキュに次ぐ歴代第2位の74勝（通算勝率:0.3149）をマーク。特にトニー・ドイルとのコンビで通算19勝を挙げているが、コンビとしての勝利数は歴代第3位である。
世界自転車選手権では、1980年より開始されたケイリンの初代優勝者であり、翌81年も制した。その他、ドミフォンも2度制している。
また、国際競輪にも参加したことがある。

## エピソード（1980年の世界選手権ケイリン決勝）
クラークは終始誘導（誘導はデルニーバイクで行っていた）のすぐ後ろに位置していた。誘導のペースが初手からかなり速く、誘導退避付近で恐らく時速60Km近いスピード（これは競輪でいえばゴール寸前のトップスピードにほぼ近い状態）が出ていたものと思われる。したがって最終周回に入っても後続の隊列は追走に手一杯の状態で縦一本棒の状態のままだったことから、クラークの逃げ切りは濃厚と見られていた。ところがバック付近で藤巻清志が兄の藤巻昇を連れて捲りに出て、ついに4角付近においてクラークを捲り切った。だが、清志は捲り切ったところで力尽き、再度クラークが直線で差し返して初代世界選ケイリン王者に就いた。
もっとも、地元フランスのマスコミはクラークの優勝のことよりも、ハイスピードの状態であったにもかかわらず、一度は捲り切った藤巻清志の走りを「信じられない！」と驚嘆。「ベストルーザー」という言葉を借りるならば、このときの清志はまさにそのような扱いをされた。